# The Archaic Abattoir
The Archaic Abattoir es el cuarto álbum de la banda Aborted.

## Lista de canciones
1. "Dead Wreckoning" – 3:41
2. "Blood Fixing The Bled" – 3:04
3. "Gestated Rabidity" – 4:04
4. "Hecatomb" – 2:50
5. "The Gangrenous Epitaph" – 3:25
6. "The Inertia" – 3:35
7. "A Cold Logistic Slaughter" – 2:13
8. "Threading On Vermillion Deception" – 5:14
9. "Voracious Haemoglobinic Syndrome" – 4:14
10. "Descend To Extirpation" – 4:06
11. "The Sanctification Of Refornication" (Bonus Track)
12. "Drowned" (Entombed Cover) (Bonus Track)

## Integrantes
- Bart Vergaert - Guitarra
- Frederic "Fre'" Vanmassenhove - Bajo
- Thijs "Tace" de Cloedt - Guitarra
- Sven de Caluwé- Voz
- Gilles Delecroix - Batería

## Invitados
- Michael Bogballe (Smaxone, ex Mnemic) - segunda voz en Dead Wreckoning.
- Bo Summer (Illdisposed) - segunda voz en The Gangrenous Epitaph y The Inertia.
- Jacob Bredahl (Hatesphere) - segunda voz en Threading on Vermillion Deception.